# Torneo Apertura 2024 (Perú)
El Torneo Apertura 2024 fue el primero de los dos torneos cortos que conformaron la Liga 1 2024.

## Formato
El Torneo Apertura se disputó con un sistema de todos contra todos durante 17 jornadas. El equipo que terminó en el primer lugar fue proclamado como el «Ganador del Torneo Apertura», y clasificó a los play-offs por el campeonato, siempre y cuando al finalizar las 34 fechas totales estuviese entre los siete mejores lugares de la tabla acumulada.

## Equipos participantes

### Ascensos y descensos
Un total de 18 equipos disputan la Liga 1 este año: los primeros 16 lugares de la temporada 2023, el campeón y subcampeón de la Liga 2 2023.
Comerciantes Unidos regresa a la primera división del fútbol peruano después de una ausencia de 5 años, luego de coronarse como campeón del torneo de segunda división en 2023, mientras que Los Chankas ascendió por primera vez en su historia a la primera división del Perú luego de salir vencedor en los play-offs de ascenso, convirtiéndose así en el primer equipo de la región de Apurímac en lograrlo.
| Pos. | Descendidos a Liga 2 2024 |
| ---- | ------------------------- |
| 17.º | Deportivo Binacional      |
| 18.º | Deportivo Municipal       |
| 19.º | Academia Cantolao         |

| Pos.   | Ascendidos de Liga 2 2023 |
| ------ | ------------------------- |
| 1.° L2 | Comerciantes Unidos       |
| 2.º L2 | Los Chankas               |

### Información de los equipos
| Equipo                    | Ciudad      | Entrenador         | Estadio                   | Aforo  | Estadios alternativos           | Proveedor    | Patrocinador principal (Pecho)               | Otros patrocinadores (Mangas u otras partes)                                                                                         |
| ------------------------- | ----------- | ------------------ | ------------------------- | ------ | ------------------------------- | ------------ | -------------------------------------------- | --- |
| ADT                       | Tarma       | Carlos Desio       | Unión Tarma               | 9 100  | –                               | New Athletic | Caja Huancayo                                | Romax Sporade |
| Alianza Atlético          | Sullana     | Jorge Espejo       | Campeones del 36          | 12 000 | –                               | Walon        | Caja Sullana                                 | Centro Oftalmológico NobaVisión Neuro Sure Forte Sporade                                                                             |
| Alianza Lima              | Lima        | Alejandro Restrepo | Nacional                  | 43 781 | 1 Alternativa Iván Elias Moreno | Nike         | Apuesta Total                                | Bitel Cerveza Cristal DeoPies Hyundai Loterías Torito                                                                                |
| Atlético Grau             | Piura       | Ángel Comizzo      | Campeones del 36          | 7 000  | –                               | Walon        | Caja Piura DoradoBet                         | Estaciones San José Inmobiliaria Miraflores Perú Sporade                                                                             |
| Carlos A. Mannucci        | Trujillo    | Franco Navarro     | Mansiche                  | 25 000 | –                               | Walon        | DoradoBet Universidad Privada Antenor Orrego | Aguafiel Cinética Sporade Transportes Línea                                                                                          |
| Comerciantes Unidos       | Cutervo     | Carlos Silvestri   | Germán Contreras Jara     | 6 300  | –                               | Jave         |                                              | Agua Yakuari Poresport |
| Cienciano                 | Cusco       | Óscar Ibañez       | Inca Garcilaso de la Vega | 42 000 | –                               | New Athletic | DoradoBet                                    | Clínica San Juan de Dios JetSMART Sporade Tecno Fast                                                                                 |
| Cusco FC                  | Cusco       | Miguel Rondelli    | Inca Garcilaso de la Vega | 42 000 | –                               | Lotto        | Caja Cusco DoradoBet                         | Clínica O2 Medical Network Smart Fit Sporade Super Star Noticias Ultra Supermayorista Walking                                        |
| Deportivo Garcilaso       | Cusco       | Bernardo Redín     | Inca Garcilaso de la Vega | 42 000 | –                               | Walon        | Caja Cusco                                   | Clínica O2 Medical Network Sporade                                                                                                   |
| FBC Melgar                | Arequipa    | Marco Valencia     | Monumental de la UNSA     | 60 000 | –                               | Walon        | Betano                                       | Ricocan Sporade Saint-Gobain |
| Los Chankas               | Andahuaylas | Pablo Rossi        | Los Chankas               | 10 000 | –                               | New Athletic | Cerveza Apurimeña                            | El Cisne Pinturas Cykron Sporade |
| Sport Boys                | Callao      | Juan Alayo (INT)   | Miguel Grau               | 17 000 | 1 Alternativa Nacional          | Astro        | Apuesta Total                                | Alfin Banco Atrevia Dr. Cotillo Fos-Hepan Forte Grupo YMSA Perú Medical Sporade                                                      |
| Sport Huancayo            | Huancayo    | Wilmar Valencia    | Huancayo                  | 20 000 | –                               | Lotto        | Caja Huancayo                                | Clínica Especializada Miranda DoradoBet Drytex Sporade Transportes Salazar                                                           |
| Sporting Cristal          | Lima        | Enderson Moreira   | Alberto Gallardo          | 11 500 | 1 Alternativa Nacional          | Adidas       | Caja Piura DoradoBet                         | Cerveza Cristal Gatorade MG Motor WOW Perú                                                                                           |
| Unión Comercio            | Tarapoto    | Néstor Craviotto   | Carlos Vidaurre García    | 7 000  | –                               | Convert      |                                              | Corporación Chávez Grupo I-CAX Sporade                                                                                               |
| Universidad César Vallejo | Trujillo    | Guillermo Salas    | Mansiche                  | 25 000 | –                               | Astro        | Caja Trujillo Universidad César Vallejo      | Alkofarma Apuesta Total Eurotubo Institución Educativa Privada Ingeniería Restaurant Turístico Megalodón Promant Sporade Vendomática |
| Universitario             | Lima        | Fabián Bustos      | Monumental                | 80 096 | –                               | Marathon     | Apuesta Total                                | Cerveza Cristal Jetour Opalux San Carlos                                                                                             |
| UTC                       | Cajamarca   | Carlos Ramacciotti | Germán Contreras Jara     | 6 300  | –                               | Lotto        | Colegio Nivel A                              | Agua de Mesa San Lorenzo Electrolight Real Plaza                                                                                     |

### Localización
Perú está dividido en 25 regiones, de las cuales 10 estarán representados en el campeonato. Las regiones de Cusco y Lima cuentan con la mayor cantidad de representantes (3 equipos). Fue la primera vez en la historia que un equipo de Apurímac participó en Primera División.
| Cusco       | 3 | Cienciano, Cusco FC y Deportivo Garcilaso      | Universitario Alianza Lima Cristal ADT Alianza Atlético · Atlético Grau Los Chankas Carlos A. Mannucci · U. César Vallejo Comerciantes Unidos Cienciano · Cusco FC · Dep. Garcilaso FBC Melgar Sport Huancayo UTC Boys Unión Comercio |
| Lima        | 3 | Alianza Lima, Sporting Cristal y Universitario | Universitario Alianza Lima Cristal ADT Alianza Atlético · Atlético Grau Los Chankas Carlos A. Mannucci · U. César Vallejo Comerciantes Unidos Cienciano · Cusco FC · Dep. Garcilaso FBC Melgar Sport Huancayo UTC Boys Unión Comercio |
| Cajamarca   | 2 | Comerciantes Unidos y UTC                      | Universitario Alianza Lima Cristal ADT Alianza Atlético · Atlético Grau Los Chankas Carlos A. Mannucci · U. César Vallejo Comerciantes Unidos Cienciano · Cusco FC · Dep. Garcilaso FBC Melgar Sport Huancayo UTC Boys Unión Comercio |
| Junín       | 2 | ADT y Sport Huancayo                           | Universitario Alianza Lima Cristal ADT Alianza Atlético · Atlético Grau Los Chankas Carlos A. Mannucci · U. César Vallejo Comerciantes Unidos Cienciano · Cusco FC · Dep. Garcilaso FBC Melgar Sport Huancayo UTC Boys Unión Comercio |
| La Libertad | 2 | Carlos A. Mannucci y U. César Vallejo          | Universitario Alianza Lima Cristal ADT Alianza Atlético · Atlético Grau Los Chankas Carlos A. Mannucci · U. César Vallejo Comerciantes Unidos Cienciano · Cusco FC · Dep. Garcilaso FBC Melgar Sport Huancayo UTC Boys Unión Comercio |
| Piura       | 2 | Alianza Atlético y Atlético Grau               | Universitario Alianza Lima Cristal ADT Alianza Atlético · Atlético Grau Los Chankas Carlos A. Mannucci · U. César Vallejo Comerciantes Unidos Cienciano · Cusco FC · Dep. Garcilaso FBC Melgar Sport Huancayo UTC Boys Unión Comercio |
| Apurímac    | 1 | Los Chankas                                    | Universitario Alianza Lima Cristal ADT Alianza Atlético · Atlético Grau Los Chankas Carlos A. Mannucci · U. César Vallejo Comerciantes Unidos Cienciano · Cusco FC · Dep. Garcilaso FBC Melgar Sport Huancayo UTC Boys Unión Comercio |
| Arequipa    | 1 | FBC Melgar                                     | Universitario Alianza Lima Cristal ADT Alianza Atlético · Atlético Grau Los Chankas Carlos A. Mannucci · U. César Vallejo Comerciantes Unidos Cienciano · Cusco FC · Dep. Garcilaso FBC Melgar Sport Huancayo UTC Boys Unión Comercio |
| Callao      | 1 | Sport Boys                                     | Universitario Alianza Lima Cristal ADT Alianza Atlético · Atlético Grau Los Chankas Carlos A. Mannucci · U. César Vallejo Comerciantes Unidos Cienciano · Cusco FC · Dep. Garcilaso FBC Melgar Sport Huancayo UTC Boys Unión Comercio |
| San Martín  | 1 | Unión Comercio                                 | Universitario Alianza Lima Cristal ADT Alianza Atlético · Atlético Grau Los Chankas Carlos A. Mannucci · U. César Vallejo Comerciantes Unidos Cienciano · Cusco FC · Dep. Garcilaso FBC Melgar Sport Huancayo UTC Boys Unión Comercio |

### Jugadores extranjeros
Se permiten 6 futbolistas considerados extranjeros, presentes la totalidad en campo. Este cambio refleja un cupo más que en la edición de 2023.
| Equipo                    | Jugador 1          | Jugador 2           | Jugador 3           | Jugador 4            | Jugador 5         | Jugador 6         |
| ------------------------- | ------------------ | ------------------- | ------------------- | -------------------- | ----------------- | ----------------- |
| ADT                       | Fernando Bersano   | John Narváez        | Luis Pérez          | Ángel Quiñónez       | Alex Rambal       | Joao Rojas        |
| Alianza Atlético          | Santiago Arias     | Rodrigo Castro      | Adrián Fernández    | Federico Illanes     | Eric Tovo         | José Villegas     |
| Alianza Lima              | Adrián Arregui     | Juan Pablo Freytes  | Jiovany Ramos       | Sebastián Rodríguez  | Pablo Sabbag      | Cecilio Waterman  |
| Atlético Grau             | Neri Bandiera      | Mauro da Luz        | Daniel Franco       | Benjamín García      | Rodrigo Tapia     |                   |
| Carlos A. Mannucci        | Nicolás Albarracín | Ángel Benítez       | Matías Cortave      | José Ricardo Cortés  | Gonzalo Rizzo     | Gustavo Viera     |
| Cienciano                 | Abdiel Ayarza      | Marcelo Benítez     | Carlos Garcés       | Germán Mera          | Juan Romagnoli    | Gonzalo Ritacco   |
| Comerciantes Unidos       | Matías Almirón     | Cristian González   | Edgar Lastre        | Dubán Palacio        | Kevin Santamaría  | Matías Sen        |
| Cusco FC                  | Lucas Colitto      | Iván Colman         | Alan Pérez          | Rubén Ramírez        | Nicolás Silva     | Juan Manuel Tévez |
| Deportivo Garcilaso       | Luis Caicedo       | Andrés Chicaiza     | Mauricio Cuero      | Pablo Erustes        | Gaspar Gentile    | Renny Simisterra  |
| FBC Melgar                | Brian Blando       | Lucas Diarte        | Leonel Galeano      | Leonel González      | Tomás Martínez    |                   |
| Los Chankas               | Kevin Becerra      | Abel Casquete       | Joseph Cox          | Ángel Ledesma        | Carlos López      | Alan Murialdo     |
| Sport Boys                | Maxi Amondarain    | Damián Arce         | Pablo Bueno         | Francisco Grahl      | Facundo Mansilla  | Cristian Techera  |
| Sport Huancayo            | Lucas Cano         | Otávio Gut          | Matias Pérez García | Carlos Ross          | Gutieri Tomelin   | Jhonier Viveros   |
| Sporting Cristal          | Martín Cauteruccio | Gustavo Cazonatti   | Ignácio da Silva    | Santiago González    | Nicolás Pasquini  |                   |
| Unión Comercio            | Byron Angulo       | Carlos Ramírez      | Marlon de Jesús     | Teodoro Paredes      | Hernan Pérez      | Facundo Queiróz   |
| Universidad César Vallejo | Oscar Barreto      | Édgar Benítez       | Yorleys Mena        | Geisson Perea        | Facundo Rodríguez | Jairo Vélez       |
| Universitario             | Sebastian Britos   | Matías Di Benedetto | Diego Dorregaray    | Segundo Portocarrero | Williams Riveros  | Rodrigo Ureña     |
| UTC                       | Diego Mondino      | Mario Otazú         | Víctor Perlaza      | Jarlín Quintero      |                   |                   |

|  | Habitualmente convocado por la selección de su país |

## Clasificación

### Tabla de posiciones
| Pos. | Equipo                    | Pts. | PJ | G  | E | P  | GF | GC | Dif. | Clasificación           |
| ---- | ------------------------- | ---- | -- | -- | - | -- | -- | -- | ---- | ----------------------- |
| 1    | Universitario (G)         | 40   | 17 | 12 | 4 | 1  | 32 | 7  | +25  | Avanza a los Play-offs. |
| 2    | Sporting Cristal          | 40   | 17 | 13 | 1 | 3  | 44 | 20 | +24  |                         |
| 3    | FBC Melgar                | 38   | 17 | 12 | 2 | 3  | 36 | 19 | +17  |                         |
| 4    | Alianza Lima              | 33   | 17 | 11 | 0 | 6  | 32 | 16 | +16  |                         |
| 5    | Cusco FC                  | 29   | 17 | 9  | 2 | 6  | 22 | 21 | +1   |                         |
| 6    | ADT                       | 28   | 17 | 8  | 4 | 5  | 29 | 24 | +5   |                         |
| 7    | Cienciano                 | 26   | 17 | 6  | 8 | 3  | 20 | 20 | 0    |                         |
| 8    | Comerciantes Unidos       | 22   | 17 | 6  | 4 | 7  | 22 | 31 | −9   |                         |
| 9    | Los Chankas               | 21   | 17 | 6  | 3 | 8  | 25 | 26 | −1   |                         |
| 10   | Universidad César Vallejo | 20   | 17 | 4  | 8 | 5  | 19 | 24 | −5   |                         |
| 11   | Atlético Grau             | 19   | 17 | 4  | 7 | 6  | 19 | 17 | +2   |                         |
| 12   | Sport Boys                | 19   | 17 | 5  | 4 | 8  | 18 | 20 | −2   |                         |
| 13   | Sport Huancayo            | 19   | 17 | 5  | 4 | 8  | 18 | 29 | −11  |                         |
| 14   | UTC                       | 16   | 17 | 4  | 4 | 9  | 21 | 29 | −8   |                         |
| 15   | Deportivo Garcilaso       | 14   | 17 | 3  | 5 | 9  | 20 | 26 | −6   |                         |
| 16   | Alianza Atlético          | 14   | 17 | 3  | 5 | 9  | 11 | 19 | −8   |                         |
| 17   | Carlos A. Mannucci        | 14   | 17 | 3  | 5 | 9  | 11 | 34 | −23  |                         |
| 18   | Unión Comercio            | 9    | 17 | 1  | 6 | 10 | 17 | 34 | −17  |                         |

 Fuente: FPF
|                       |
| Ganador Universitario |

### Evolución de clasificación
| Equipo / Fecha            | 1  | 2  | 3  | 4  | 5  | 6  | 7  | 8  | 9  | 10 | 11 | 12 | 13 | 14 | 15 | 16 | 17 |
| ------------------------- | -- | -- | -- | -- | -- | -- | -- | -- | -- | -- | -- | -- | -- | -- | -- | -- | -- |
| Universitario             | 2  | 2  | 1  | 1  | 3  | 2  | 2  | 1  | 2  | 2  | 2  | 2  | 1  | 2  | 1  | 2  | 1  |
| Sporting Cristal          | 1  | 1  | 3  | 2  | 1  | 1  | 1  | 2  | 1  | 1  | 1  | 1  | 2  | 1  | 2  | 1  | 2  |
| FBC Melgar                | 11 | 16 | 11 | 15 | 12 | 11 | 8  | 6  | 4  | 4  | 4  | 4  | 3  | 3  | 3  | 3  | 3  |
| Alianza Lima              | 4  | 3  | 7  | 4  | 4  | 4  | 5  | 7  | 6  | 3  | 3  | 3  | 4  | 4  | 4  | 4  | 4  |
| Cusco FC                  | 3  | 5  | 10 | 8  | 8  | 10 | 7  | 9  | 9  | 7  | 6  | 6  | 5  | 6  | 5  | 6  | 5  |
| ADT                       | 17 | 14 | 16 | 12 | 13 | 8  | 12 | 8  | 8  | 8  | 8  | 7  | 6  | 5  | 6  | 5  | 6  |
| Cienciano                 | 6  | 6  | 8  | 5  | 5  | 5  | 4  | 3  | 5  | 5  | 5  | 5  | 7  | 7  | 7  | 7  | 7  |
| Comerciantes Unidos       | 14 | 10 | 5  | 7  | 7  | 9  | 6  | 5  | 3  | 6  | 7  | 8  | 8  | 8  | 8  | 8  | 8  |
| Los Chankas               | 5  | 9  | 6  | 9  | 11 | 6  | 10 | 12 | 13 | 12 | 15 | 11 | 11 | 10 | 9  | 9  | 9  |
| Universidad César Vallejo | 13 | 8  | 13 | 13 | 15 | 15 | 16 | 17 | 17 | 16 | 14 | 16 | 13 | 13 | 12 | 12 | 10 |
| Atlético Grau             | 10 | 12 | 9  | 10 | 10 | 14 | 13 | 10 | 10 | 9  | 9  | 9  | 12 | 11 | 11 | 10 | 11 |
| Sport Boys                | 16 | 17 | 12 | 14 | 9  | 13 | 9  | 11 | 11 | 11 | 13 | 15 | 16 | 16 | 15 | 13 | 12 |
| Sport Huancayo            | 7  | 4  | 2  | 3  | 2  | 3  | 3  | 4  | 7  | 10 | 10 | 10 | 9  | 9  | 10 | 11 | 13 |
| UTC                       | 8  | 7  | 4  | 6  | 6  | 7  | 11 | 13 | 14 | 13 | 11 | 13 | 10 | 12 | 13 | 14 | 14 |
| Deportivo Garcilaso       | 15 | 18 | 18 | 18 | 16 | 17 | 18 | 16 | 16 | 15 | 16 | 14 | 15 | 14 | 14 | 15 | 15 |
| Alianza Atlético          | 9  | 13 | 15 | 11 | 14 | 12 | 14 | 14 | 12 | 14 | 12 | 12 | 14 | 15 | 16 | 16 | 16 |
| Carlos A. Mannucci        | 18 | 15 | 17 | 17 | 18 | 18 | 17 | 15 | 15 | 17 | 17 | 17 | 17 | 17 | 17 | 17 | 17 |
| Unión Comercio            | 12 | 11 | 14 | 16 | 17 | 16 | 15 | 18 | 18 | 18 | 18 | 18 | 18 | 18 | 18 | 18 | 18 |

## Resultados
- La hora de cada encuentro corresponde al huso horario que rige a Perú (UTC-5).

| Fecha 1            | Fecha 1   | Fecha 1                   | Fecha 1                   | Fecha 1     | Fecha 1 | Fecha 1          | Fecha 1              | Fecha 1 |
| Local              | Resultado | Visitante                 | Estadio                   | Fecha       | Hora    | Árbitro          | VAR                  | TV      |
| ------------------ | --------- | ------------------------- | ------------------------- | ----------- | ------- | ---------------- | -------------------- | ------- |
| UTC                | 1 – 0     | Deportivo Garcilaso       | Germán Contreras Jara     | 26 de enero | 15:00   | Edwin Ordoñez    | Julio Quiroz         | L1 Max  |
| FBC Melgar         | 2 – 3     | Cusco FC                  | Monumental de la UNSA     | 26 de enero | 19:00   | Jesús Cartagena  | Pablo López          | L1 Max  |
| Sporting Cristal   | 6 – 2     | ADT                       | Alberto Gallardo          | 27 de enero | 15:00   | Augusto Menéndez | Joel Alarcón         | L1 Max  |
| Sport Huancayo     | 1 – 0     | Sport Boys                | Huancayo                  | 27 de enero | 17:30   | Sebastián Lozano | Alejandro Villanueva | L1 Max  |
| Cienciano          | 1 – 0     | Comerciantes Unidos       | Inca Garcilaso de la Vega | 27 de enero | 20:00   | Daniel Ureta     | Víctor Cori          | L1 Max  |
| Atlético Grau      | 1 – 1     | Alianza Atlético          | Campeones del 36          | 28 de enero | 14:30   | Jordi Espinoza   | César García         | L1 Max  |
| Carlos A. Mannucci | 0 – 4     | Universitario             | Mansiche                  | 28 de enero | 17:00   | Diego Haro       | Edwin Ordoñez        | GOLPERU |
| Alianza Lima       | 2 – 1     | Universidad César Vallejo | Nacional                  | 28 de enero | 20:00   | Joel Alarcón     | Jesús Cartagena      | L1 Max  |
| Los Chankas        | 2 – 1     | Unión Comercio            | Los Chankas               | 29 de enero | 15:00   | Micke Palomino   | Julio Quiroz         | L1 Max  |

| Fecha 2                   | Fecha 2   | Fecha 2            | Fecha 2                   | Fecha 2      | Fecha 2 | Fecha 2          | Fecha 2              | Fecha 2 |
| Local                     | Resultado | Visitante          | Estadio                   | Fecha        | Hora    | Árbitro          | VAR                  | TV      |
| ------------------------- | --------- | ------------------ | ------------------------- | ------------ | ------- | ---------------- | -------------------- | ------- |
| Cusco FC                  | 1 – 1     | UTC                | Inca Garcilaso de la Vega | 2 de febrero | 15:00   | Pablo López      | Daniel Ureta         | L1 Max  |
| Universidad César Vallejo | 3 – 2     | FBC Melgar         | Mansiche                  | 2 de febrero | 20:00   | Diego Haro       | Sebastián Lozano     | L1 Max  |
| ADT                       | 1 – 1     | Cienciano          | Unión Tarma               | 3 de febrero | 15:00   | Micke Palomino   | Robin Segura         | L1      |
| Unión Comercio            | 2 – 2     | Carlos A. Mannucci | Carlos Vidaurre García    | 3 de febrero | 15:30   | Jordi Espinoza   | César García         | L1 Max  |
| Universitario             | 1 – 0     | Atlético Grau      | Monumental                | 3 de febrero | 20:00   | Edwin Ordóñez    | Víctor Cori          | GOLPERU |
| Alianza Atlético          | 0 – 2     | Alianza Lima       | Campeones del 36          | 4 de febrero | 14:20   | Augusto Menéndez | Alejandro Villanueva | L1 Max  |
| Sport Boys                | 1 – 3     | Sporting Cristal   | Miguel Grau               | 4 de febrero | 16:00   | Joel Alarcón     | Julio Quiroz         | GOLPERU |
| Deportivo Garcilaso       | 0 – 2     | Sport Huancayo     | Inca Garcilaso de la Vega | 4 de febrero | 19:00   | Daniel Ureta     | Pablo López          | L1 Max  |
| Comerciantes Unidos       | 3 – 2     | Los Chankas        | Germán Contreras Jara     | 5 de febrero | 15:00   | Jonathan Zamora  | Diego Haro           | L1 Max  |

| Fecha 3         | Fecha 3   | Fecha 3             | Fecha 3                   | Fecha 3       | Fecha 3 | Fecha 3          | Fecha 3              | Fecha 3 |
| Local           | Resultado | Visitante           | Estadio                   | Fecha         | Hora    | Árbitro          | VAR                  | TV      |
| --------------- | --------- | ------------------- | ------------------------- | ------------- | ------- | ---------------- | -------------------- | ------- |
| UTC             | 4 – 0     | César Vallejo       | Germán Contreras Jara     | 9 de febrero  | 15:00   | Augusto Menéndez | Joel Alarcón         | L1 Max  |
| Cienciano       | 2 – 2     | Sporting Cristal    | Inca Garcilaso de la Vega | 9 de febrero  | 19:00   | Kevin Ortega     | César García         | L1 Max  |
| FBC Melgar      | 1 – 0     | Alianza Atlético    | Monumental de la UNSA     | 10 de febrero | 15:00   | Michael Espinoza | Julio Quiroz         | L1 Max  |
| Carlos Mannucci | 1 – 3     | Comerciantes Unidos | Mansiche                  | 10 de febrero | 15:30   | Sebastián Lozano | Jonathan Zamora      | GOLPERU |
| Alianza Lima    | 0 – 1     | Universitario       | Nacional                  | 10 de febrero | 20:00   | Diego Haro       | Jordi Espinoza       | L1 Max  |
| Los Chankas     | 2 – 0     | ADT                 | Los Chankas               | 11 de febrero | 15:00   | Víctor Cori      | Daniel Ureta         | L1 Max  |
| Sport Boys      | 2 – 0     | Deportivo Garcilaso | Miguel Grau               | 11 de febrero | 16:00   | Fernando Legario | Alejandro Villanueva | GOLPERU |
| Sport Huancayo  | 2 – 0     | Cusco FC            | Huancayo                  | 11 de febrero | 18:00   | Joel Alarcón     | Robin Segura         | L1 Max  |
| Atlético Grau   | 1 – 0     | Unión Comercio      | Campeones del 36          | 12 de febrero | 14:30   | Julio Quiroz     | Kevin Ortega         | L1 Max  |

| Fecha 4             | Fecha 4   | Fecha 4             | Fecha 4                   | Fecha 4       | Fecha 4 | Fecha 4          | Fecha 4          | Fecha 4 |
| Local               | Resultado | Visitante           | Estadio                   | Fecha         | Hora    | Árbitro          | VAR              | TV      |
| ------------------- | --------- | ------------------- | ------------------------- | ------------- | ------- | ---------------- | ---------------- | ------- |
| Sporting Cristal    | 4 – 1     | Los Chankas         | Nacional                  | 15 de febrero | 20:00   | Daniel Ureta     | Pablo López      | L1 Max  |
| Alianza Atlético    | 2 – 0     | UTC                 | Campeones del 36          | 16 de febrero | 14:30   | Sebastián Lozano | Milagros Arruela | L1 Max  |
| ADT                 | 4 – 0     | Carlos A. Mannucci  | Unión Tarma               | 17 de febrero | 15:00   | Pablo López      | Robin Segura     | L1 Max  |
| Cusco FC            | 1 – 0     | Deportivo Garcilaso | Inca Garcilaso de la Vega | 17 de febrero | 18:00   | Jonathan Zamora  | Joel Alarcón     | L1 Max  |
| Universitario       | 2 – 0     | FBC Melgar          | Monumental                | 17 de febrero | 20:00   | Bruno Pérez      | Augusto Menéndez | GOLPERU |
| Unión Comercio      | 1 – 3     | Alianza Lima        | Carlos Vidaurre García    | 18 de febrero | 14:00   | Kevin Ortega     | Daniel Ureta     | L1 Max  |
| Cienciano           | 3 – 2     | Sport Boys          | Inca Garcilaso de la Vega | 18 de febrero | 17:00   | Joel Alarcón     | Sebastián Lozano | L1 Max  |
| César Vallejo       | 1 – 1     | Sport Huancayo      | Mansiche                  | 18 de febrero | 19:30   | Jesús Cartagena  | Milagros Arruela | L1 Max  |
| Comerciantes Unidos | 2 – 2     | Atlético Grau       | Germán Contreras Jara     | 19 de febrero | 15:00   | Augusto Menéndez | Víctor Cori      | L1 Max  |

| Fecha 5             | Fecha 5   | Fecha 5             | Fecha 5                   | Fecha 5       | Fecha 5 | Fecha 5          | Fecha 5          | Fecha 5 |
| Local               | Resultado | Visitante           | Estadio                   | Fecha         | Hora    | Árbitro          | VAR              | TV      |
| ------------------- | --------- | ------------------- | ------------------------- | ------------- | ------- | ---------------- | ---------------- | ------- |
| Sport Huancayo      | 4 – 0     | Alianza Atlético    | Huancayo                  | 23 de febrero | 15:00   | Víctor Cori      | Robin Segura     | L1 Max  |
| UTC                 | 0 – 0     | Universitario       | Germán Contreras Jara     | 24 de febrero | 15:00   | Daniel Ureta     | César García     | L1 Max  |
| Sport Boys          | 3 – 0     | Cusco FC            | Miguel Grau               | 24 de febrero | 15:00   | Edwin Ordoñez    | Augusto Menéndez | GOLPERU |
| FBC Melgar          | 2 – 1     | Unión Comercio      | Monumental de la UNSA     | 24 de febrero | 17:30   | Sebastián Lozano | Jonathan Zamora  | L1 Max  |
| Carlos A. Mannucci  | 0 – 4     | Sporting Cristal    | Mansiche                  | 24 de febrero | 18:15   | Jesús Cartagena  | Joel Alarcón     | GOLPERU |
| Atlético Grau       | 2 – 2     | ADT                 | Campeones del 36          | 25 de febrero | 13:45   | Robin Segura     | Jesús Cartagena  | L1 Max  |
| Alianza Lima        | 5 – 1     | Comerciantes Unidos | Iván Elías Moreno         | 25 de febrero | 16:00   | Boris Santos     | Edwin Ordoñez    | L1 Max  |
| Deportivo Garcilaso | 2 – 0     | César Vallejo       | Inca Garcilaso de la Vega | 25 de febrero | 19:00   | Pablo López      | Víctor Cori      | L1 Max  |
| Los Chankas         | 1 – 2     | Cienciano           | Los Chankas               | 26 de febrero | 15:00   | Augusto Menéndez | Milagros Arruela | L1 Max  |

| Fecha 6             | Fecha 6   | Fecha 6             | Fecha 6                   | Fecha 6       | Fecha 6 | Fecha 6          | Fecha 6              | Fecha 6 |
| Local               | Resultado | Visitante           | Estadio                   | Fecha         | Hora    | Árbitro          | VAR                  | TV      |
| ------------------- | --------- | ------------------- | ------------------------- | ------------- | ------- | ---------------- | -------------------- | ------- |
| Alianza Atlético    | 3 – 0     | Deportivo Garcilaso | Campeones 36              | 29 de febrero | 14:15   | Daniel Ureta     | Alejandro Villanueva | L1 Max  |
| ADT                 | 2 – 0     | Alianza Lima        | Unión Tarma               | 1 de marzo    | 15:00   | Augusto Menéndez | Víctor Cori          | L1 Max  |
| Universitario       | 2 – 0     | Sport Huancayo      | Monumental                | 1 de marzo    | 20:30   | Kevin Ortega     | Edwin Ordoñez        | GOLPERU |
| Sporting Cristal    | 1 – 0     | Atlético Grau       | Alberto Gallardo          | 2 de marzo    | 13:15   | Jordi Espinoza   | Milagros Arruela     | L1 Max  |
| Comerciantes Unidos | 0 – 0     | FBC Melgar          | Germán Contreras Jara     | 2 de marzo    | 15:45   | Pablo López      | Daniel Ureta         | L1 Max  |
| César Vallejo       | 2 – 2     | Cusco FC            | Mansiche                  | 2 de marzo    | 19:00   | Boris Santos     | Robin Segura         | L1 Max  |
| Los Chankas         | 2 – 0     | Sport Boys          | Los Chankas               | 3 de marzo    | 15:00   | Micke Palomino   | Sebastián Lozano     | L1 Max  |
| Cienciano           | 2 – 2     | Carlos A. Mannucci  | Inca Garcilaso de la Vega | 3 de marzo    | 19:00   | Victor Cori      | César García         | L1 Max  |
| Unión Comercio      | 2 – 0     | UTC                 | Carlos Vidaurre García    | 4 de marzo    | 14:00   | Edwin Ordoñez    | Jordi Espinoza       | L1 Max  |

| Fecha 7             | Fecha 7   | Fecha 7             | Fecha 7                   | Fecha 7     | Fecha 7 | Fecha 7          | Fecha 7              | Fecha 7 |
| Local               | Resultado | Visitante           | Estadio                   | Fecha       | Hora    | Árbitro          | VAR                  | TV      |
| ------------------- | --------- | ------------------- | ------------------------- | ----------- | ------- | ---------------- | -------------------- | ------- |
| Cusco FC            | 2 – 0     | Alianza Atlético    | Inca Garcilaso de la Vega | 7 de marzo  | 15:00   | Sebastián Lozano | Pablo López          | L1 Max  |
| UTC                 | 2 – 3     | Comerciantes Unidos | Germán Contreras Jara     | 8 de marzo  | 15:00   | Victor Cori      | Jordi Espinoza       | L1 Max  |
| Deportivo Garcilaso | 2 – 2     | Universitario       | Inca Garcilaso de la Vega | 8 de marzo  | 20:00   | Edwin Ordoñez    | Milagros Arruela     | L1 Max  |
| Atlético Grau       | 1 – 1     | Cienciano           | Campeones 36              | 9 de marzo  | 13:15   | Augusto Menéndez | Julio Quiroz         | L1 Max  |
| FBC Melgar          | 3 – 1     | ADT                 | Monunental de la UNSA     | 9 de marzo  | 15:30   | Daniel Ureta     | Sebastián Lozano     | L1 Max  |
| Carlos A. Mannucci  | 2 – 1     | Los Chankas         | Mansiche                  | 9 de marzo  | 16:00   | Pablo López      | César García         | GOLPERU |
| Alianza Lima        | 1 – 2     | Sporting Cristal    | Nacional                  | 9 de marzo  | 20:00   | Kevin Ortega     | Alejandro Villanueva | L1 Max  |
| Sport Huancayo      | 2 – 2     | Unión Comercio      | Huancayo                  | 10 de marzo | 15:00   | Micke Palomino   | Jesús Cartagena      | L1 Max  |
| Sport Boys          | 2 – 0     | César Vallejo       | Miguel Grau               | 10 de marzo | 15:00   | Diego Haro       | Daniel Ureta         | GOLPERU |

| Fecha 8             | Fecha 8   | Fecha 8             | Fecha 8                   | Fecha 8     | Fecha 8 | Fecha 8              | Fecha 8          | Fecha 8 |
| Local               | Resultado | Visitante           | Estadio                   | Fecha       | Hora    | Árbitro              | VAR              | TV      |
| ------------------- | --------- | ------------------- | ------------------------- | ----------- | ------- | -------------------- | ---------------- | ------- |
| Universitario       | 1 – 0     | Cusco FC            | Monumental                | 12 de marzo | 20:30   | Diego Haro           | César García     | GOLPERU |
| Cienciano           | 2 – 1     | Alianza Lima        | Inca Garcilaso de la Vega | 13 de marzo | 18:30   | Daniel Ureta         | Pablo López      | L1 Max  |
| Sporting Cristal    | 1 – 2     | FBC Melgar          | Nacional                  | 13 de marzo | 21:00   | Edwin Ordoñez        | Diego Haro       | L1 Max  |
| Alianza Atlético    | 1 – 1     | César Vallejo       | Campeones 36              | 14 de marzo | 13:30   | Bruno Pérez          | Víctor Cori      | L1 Max  |
| Comerciantes Unidos | 3 – 2     | Sport Huancayo      | Germán Contreras Jara     | 14 de marzo | 15:45   | Jordi Espinoza       | Augusto Menéndez | L1 Max  |
| Carlos A. Mannucci  | 1 – 0     | Sport Boys          | Mansiche                  | 14 de marzo | 19:00   | Alejandro Villanueva | Milagros Arruela | GOLPERU |
| Unión Comercio      | 0 – 4     | Deportivo Garcilaso | Carlos Vidaurre García    | 15 de marzo | 13:15   | Michael Ordoñez      | Sebastián Lozano | L1 Max  |
| Los Chankas         | 0 – 1     | Atlético Grau       | Los Chankas               | 15 de marzo | 15:30   | Kevin Ortega         | Julio Quiroz     | L1 Max  |
| ADT                 | 2 – 1     | UTC                 | Unión Tarma               | 16 de marzo | 15:00   | Jesús Cartagena      | Edwin Ordoñez    | L1 Max  |

| Fecha 9             | Fecha 9   | Fecha 9             | Fecha 9                   | Fecha 9     | Fecha 9 | Fecha 9          | Fecha 9              | Fecha 9 |
| Local               | Resultado | Visitante           | Estadio                   | Fecha       | Hora    | Árbitro          | VAR                  | TV      |
| ------------------- | --------- | ------------------- | ------------------------- | ----------- | ------- | ---------------- | -------------------- | ------- |
| Deportivo Garcilaso | 1 – 2     | Comerciantes Unidos | Inca Garcilaso de la Vega | 28 de marzo | 15:00   | Sebastián Lozano | Kevin Ortega         | L1 Max  |
| Alianza Lima        | 3 – 0     | Los Chankas         | Nacional                  | 28 de marzo | 20:00   | Joel Alarcón     | Roberto Pérez        | L1 Max  |
| Cusco FC            | 1 – 0     | Unión Comercio      | Inca Garcilaso de la Vega | 29 de marzo | 19:00   | Micke Palomino   | Alejandro Villanueva | L1 Max  |
| Atlético Grau       | 3 – 0     | Carlos A. Mannucci  | Campeones 36              | 30 de marzo | 14:15   | Michael Espinoza | Jhonatan Zamora      | L1 Max  |
| FBC Melgar          | 2 – 0     | Cienciano           | Monunental de la UNSA     | 30 de marzo | 16:45   | Jesús Cartagena  | Victor Cori          | L1 Max  |
| César Vallejo       | 0 – 0     | Universitario       | Mansiche                  | 30 de marzo | 20:00   | Kevin Ortega     | Julio Quiroz         | L1 Max  |
| Sport Huancayo      | 0 – 2     | ADT                 | Huancayo                  | 31 de marzo | 13:00   | Fernando Legario | Sebastián Lozano     | L1 Max  |
| Sport Boys          | 0 – 0     | Alianza Atlético    | Miguel Grau               | 31 de marzo | 15:00   | Pablo López      | Robin Segura         | GOLPERU |
| UTC                 | 1 – 2     | Sporting Cristal    | Germán Contreras Jara     | 31 de marzo | 15:30   | Jordi Espinoza   | Alejandro Villanueva | L1 Max  |

| Fecha 10            | Fecha 10  | Fecha 10            | Fecha 10                  | Fecha 10   | Fecha 10 | Fecha 10         | Fecha 10             | Fecha 10 |
| Local               | Resultado | Visitante           | Estadio                   | Fecha      | Hora     | Árbitro          | VAR                  | TV       |
| ------------------- | --------- | ------------------- | ------------------------- | ---------- | -------- | ---------------- | -------------------- | -------- |
| Atlético Grau       | 0 – 0     | Sport Boys          | Campeones del 36          | 5 de abril | 14:30    | Joel Alarcón     | Michael Espinoza     | L1 Max   |
| Universitario       | 1 – 0     | Alianza Atlético    | Monumental                | 5 de abril | 20:30    | Micke Palomino   | Alejandro Villanueva | GOLPERU  |
| Los Chankas         | 2 – 2     | FBC Melgar          | Los Chankas               | 6 de abril | 13:00    | Fernando Legario | Pablo López          | L1 Max   |
| Unión Comercio      | 2 – 2     | César Vallejo       | Carlos Vidaurre García    | 6 de abril | 15:30    | Augusto Menéndez | Jonathan Zamora      | L1 Max   |
| Carlos Mannucci     | 0 – 4     | Alianza Lima        | Mansiche                  | 6 de abril | 17:30    | Bruno Pérez      | Milagros Arruela     | GOLPERU  |
| Cienciano           | 1 – 1     | UTC                 | Inca Garcilaso de la Vega | 6 de abril | 19:30    | Julio Quiroz     | Jordi Espinoza       | L1 Max   |
| ADT                 | 2 – 2     | Deportivo Garcilaso | Unión Tarma               | 7 de abril | 13:00    | Víctor Cori      | Alejandro Villanueva | L1 Max   |
| Sporting Cristal    | 4 – 0     | Sport Huancayo      | Alberto Gallardo          | 7 de abril | 15:30    | Michael Espinoza | Augusto Menéndez     | L1 Max   |
| Comerciantes Unidos | 0 – 1     | Cusco FC            | Germán Contreras Jara     | 8 de abril | 15:00    | Jesús Cartagena  | Robin Segura         | L1 Max   |

| Fecha 11            | Fecha 11  | Fecha 11            | Fecha 11                  | Fecha 11    | Fecha 11 | Fecha 11         | Fecha 11             | Fecha 11        |
| Local               | Resultado | Visitante           | Estadio                   | Fecha       | Hora     | Árbitro          | VAR                  | TV              |
| ------------------- | --------- | ------------------- | ------------------------- | ----------- | -------- | ---------------- | -------------------- | --------------- |
| Sport Huancayo      | 1 – 2     | Cienciano           | Huancayo                  | 12 de abril | 15:00    | Pablo López      | Julio Quiroz         | L1 Max          |
| Alianza Atlético    | 2 – 0     | Unión Comercio      | Campeones del 36          | 13 de abril | 14:30    | Jonathan Zamora  | Robin Segura         | L1 Max          |
| FBC Melgar          | 2 – 0     | Carlos Mannucci     | Monumental de la UNSA     | 13 de abril | 17:00    | Augusto Menéndez | Alejandro Villanueva | L1 Max          |
| Sport Boys          | 1 – 2     | Universitario       | Nacional                  | 13 de abril | 20:00    | Michael Espinoza | Jesús Cartagena      | GOLPERU         |
| César Vallejo       | 3 – 1     | Comerciantes Unidos | Mansiche                  | 14 de abril | 13:00    | Joel Alarcón     | Milagros Arruela     | L1 Max          |
| Cusco FC            | 3 – 2     | ADT                 | Inca Garcilaso de la Vega | 14 de abril | 17:00    | Jordi Espinoza   | Pablo López          | L1 Max y Nativa |
| Alianza Lima        | 2 – 0     | Atlético Grau       | Nacional                  | 14 de abril | 19:30    | Jesús Cartagena  | Julio Quiroz         | L1 Max          |
| UTC                 | 2 – 0     | Los Chankas         | Germán Contreras Jara     | 15 de abril | 15:00    | Víctor Cori      | Jonathan Zamora      | L1 Max          |
| Deportivo Garcilaso | 2 – 3     | Sporting Cristal    | Inca Garcilaso de la Vega | 15 de abril | 19:30    | Bruno Pérez      | Robin Segura         | L1 Max          |

| Fecha 12            | Fecha 12  | Fecha 12            | Fecha 12                  | Fecha 12    | Fecha 12 | Fecha 12             | Fecha 12             | Fecha 12        |
| Local               | Resultado | Visitante           | Estadio                   | Fecha       | Hora     | Árbitro              | VAR                  | TV              |
| ------------------- | --------- | ------------------- | ------------------------- | ----------- | -------- | -------------------- | -------------------- | --------------- |
| Alianza Lima        | 3 – 0     | Sport Boys          | Nacional                  | 18 de abril | 20:00    | Augusto Menéndez     | Jonathan Zamora      | L1 Max          |
| Unión Comercio      | 1 – 2     | Universitario       | Carlos Vidaurre García    | 19 de abril | 15:00    | Bruno Pérez          | Alejandro Villanueva | L1 Max          |
| Cienciano           | 0 – 2     | Deportivo Garcilaso | Inca Garcilaso de la Vega | 19 de abril | 20:00    | Joel Alarcón         | Milagros Arruela     | L1 Max          |
| Los Chankas         | 6 – 0     | Sport Huancayo      | Los Chankas               | 20 de abril | 13:00    | Jonathan Zamora      | Boris Santos         | L1 Max          |
| Carlos Mannucci     | 2 – 0     | UTC                 | Mansiche                  | 20 de abril | 15:30    | Robin Segura         | Augusto Menéndez     | GOLPERU         |
| ADT                 | 1 – 0     | César Vallejo       | Unión Tarma               | 20 de abril | 15:30    | Michael Espinoza     | Víctor Cori          | L1 Max          |
| Sporting Cristal    | 2 – 0     | Cusco FC            | Alberto Gallardo          | 21 de abril | 11:00    | Sebastián Lozano     | Julio Quiroz         | L1 Max          |
| Atlético Grau       | 1 – 2     | FBC Melgar          | Campeones del 36          | 21 de abril | 14:30    | Daniel Ureta         | Milagros Arruela     | L1 Max          |
| Comerciantes Unidos | 0 – 0     | Alianza Atlético    | Germán Contreras Jara     | 23 de abril | 15:00    | Alejandro Villanueva | Víctor Cori          | L1 Max y Nativa |

| Fecha 13            | Fecha 13  | Fecha 13            | Fecha 13                  | Fecha 13    | Fecha 13 | Fecha 13         | Fecha 13             | Fecha 13        |
| Local               | Resultado | Visitante           | Estadio                   | Fecha       | Hora     | Árbitro          | VAR                  | TV              |
| ------------------- | --------- | ------------------- | ------------------------- | ----------- | -------- | ---------------- | -------------------- | --------------- |
| Sport Huancayo      | 1 – 0     | Carlos Mannucci     | Huancayo                  | 26 de abril | 15:00    | Edwin Ordoñez    | Jonathan Zamora      | L1 Max          |
| Sport Boys          | 0 – 0     | Unión Comercio      | Miguel Grau               | 27 de abril | 13:00    | Sebastián Lozano | Milagros Arruela     | GOLPERU         |
| UTC                 | 3 – 2     | Atlético Grau       | Germán Contreras Jara     | 27 de abril | 15:00    | Fernando Legario | César García         | L1 Max          |
| Cusco FC            | 2 – 0     | Cienciano           | Inca Garcilaso de la Vega | 27 de abril | 17:30    | Bruno Pérez      | Robin Segura         | L1 Max          |
| Alianza Atlético    | 1 – 2     | ADT                 | Campeones del 36          | 28 de abril | 14:30    | Boris Santos     | Augusto Menéndez     | L1 Max          |
| FBC Melgar          | 1 – 0     | Alianza Lima        | Monumental de la UNSA     | 28 de abril | 17:30    | Kevin Ortega     | Alejandro Villanueva | L1 Max          |
| Universitario       | 6 – 0     | Comerciantes Unidos | Monumental                | 28 de abril | 20:00    | Daniel Ureta     | Víctor Cori          | GOLPERU         |
| Deportivo Garcilaso | 1 – 1     | Los Chankas         | Inca Garcilaso de la Vega | 28 de abril | 20:00    | Julio Quiroz     | Edwin Ordoñez        | L1 Max y Nativa |
| César Vallejo       | 2 – 1     | Sporting Cristal    | Mansiche                  | 29 de abril | 20:00    | Jesús Cartagena  | Jonathan Zamora      | L1 Max          |

| Fecha 14            | Fecha 14  | Fecha 14            | Fecha 14                  | Fecha 14  | Fecha 14 | Fecha 14         | Fecha 14             | Fecha 14        |
| Local               | Resultado | Visitante           | Estadio                   | Fecha     | Hora     | Árbitro          | VAR                  | TV              |
| ------------------- | --------- | ------------------- | ------------------------- | --------- | -------- | ---------------- | -------------------- | --------------- |
| ADT                 | 2 – 0     | Universitario       | Unión Tarma               | 3 de mayo | 15:00    | Edwin Ordoñez    | Milagros Arruela     | L1 Max          |
| Cienciano           | 1 – 1     | César Vallejo       | Inca Garcilaso de la Vega | 3 de mayo | 18:00    | Sebastián Lozano | Michael Espinoza     | L1 Max          |
| Alianza Lima        | 1– 0      | UTC                 | Nacional                  | 3 de mayo | 20:30    | Jonathan Zamora  | Víctor Cori          | L1 Max          |
| Los Chankas         | 2 – 0     | Cusco FC            | Los Chankas               | 4 de mayo | 13:00    | Jesús Cartagena  | Cesár García         | L1 Max          |
| Carlos Mannucci     | 1 – 1     | Deportivo Garcilaso | Mansiche                  | 4 de mayo | 15:30    | Pablo López      | Jordi Espinoza       | GOLPERU         |
| Comerciantes Unidos | 3 – 1     | Unión Comercio      | Germán Contreras Jara     | 4 de mayo | 15:30    | Diego Haro       | Robin Segura         | L1 Max          |
| Sporting Cristal    | 2 – 1     | Alianza Atlético    | Alberto Gallardo          | 5 de mayo | 11:00    | Daniel Ureta     | Alejandro Villanueva | L1 Max          |
| FBC Melgar          | 2 – 1     | Sport Boys          | Monumental de la UNSA     | 5 de mayo | 15:00    | Bruno Pérez      | Boris Santos         | L1 Max          |
| Atlético Grau       | 0 – 0     | Sport Huancayo      | Campeones del 36          | 6 de mayo | 14:30    | Augusto Menéndez | Julio Quiroz         | L1 Max y Nativa |

| Fecha 15            | Fecha 15  | Fecha 15            | Fecha 15                  | Fecha 15   | Fecha 15 | Fecha 15         | Fecha 15             | Fecha 15        |
| Local               | Resultado | Visitante           | Estadio                   | Fecha      | Hora     | Árbitro          | VAR                  | TV              |
| ------------------- | --------- | ------------------- | ------------------------- | ---------- | -------- | ---------------- | -------------------- | --------------- |
| Unión Comercio      | 2 – 2     | ADT                 | Carlos Vidaurre García    | 10 de mayo | 14:30    | Daniel Ureta     | Cesár García         | L1 Max y Nativa |
| Sport Boys          | 1 – 1     | Comerciantes Unidos | Miguel Grau               | 11 de mayo | 15:00    | Michael Espinoza | Julio Quiroz         | GOLPERU         |
| Cusco FC            | 3 – 0     | Carlos Mannucci     | Inca Garcilaso de la Vega | 11 de mayo | 15:30    | Jonathan Zamora  | Sebastián Lozano     | L1 Max          |
| Sport Huancayo      | 0 –2      | Alianza Lima        | Huancayo                  | 11 de mayo | 18:30    | Micke Palomino   | Robin Segura         | L1 Max          |
| César Vallejo       | 1 – 1     | Los Chankas         | Mansiche                  | 11 de mayo | 21:00    | Edwin Ordoñez    | Hilbert Villegas     | L1 Max          |
| UTC                 | 2 – 6     | FBC Melgar          | Germán Contreras Jara     | 12 de mayo | 13:00    | Diego Haro       | Pablo López          | L1 Max          |
| Deportivo Garcilaso | 0 – 0     | Atlético Grau       | Inca Garcilaso de la Vega | 12 de mayo | 15:30    | Kevin Ortega     | Alejandro Villanueva | L1 Max          |
| Universitario       | 4 – 1     | Sporting Cristal    | Monumental                | 12 de mayo | 18:30    | Bruno Peréz      | Víctor Cori          | GOLPERU         |
| Alianza Atlético    | 0 – 1     | Cienciano           | Campeones del 36          | 13 de mayo | 14:00    | Jordi Espinoza   | Boris Santos         | L1 Max          |

| Fecha 16         | Fecha 16  | Fecha 16            | Fecha 16                  | Fecha 16   | Fecha 16 | Fecha 16         | Fecha 16         | Fecha 16        |
| Local            | Resultado | Visitante           | Estadio                   | Fecha      | Hora     | Árbitro          | VAR              | TV              |
| ---------------- | --------- | ------------------- | ------------------------- | ---------- | -------- | ---------------- | ---------------- | --------------- |
| Atlético Grau    | 4 – 0     | Cusco FC            | Campeones del 36          | 17 de mayo | 14:30    | Micke Palomino   | Jordi Espinoza   | L1 Max          |
| Sporting Cristal | 5 – 1     | Unión Comercio      | Alberto Gallardo          | 18 de mayo | 15:00    | Joel Alarcón     | David Huamán     | L1 Max          |
| FBC Melgar       | 4 – 1     | Sport Huancayo      | Monumental de la UNSA     | 18 de mayo | 18:00    | Fernando Legario | Edwin Ordóñez    | L1 Max          |
| ADT              | 2 – 0     | Comerciantes Unidos | Unión Tarma               | 19 de mayo | 13:00    | Jonathan Zamora  | Diego Haro       | L1 Max          |
| Los Chankas      | 2 – 0     | Alianza Atlético    | Los Chankas               | 19 de mayo | 15:30    | Sebastián Lozano | Micke Palomino   | L1 Max y Nativa |
| Carlos Mannucci  | 0 – 0     | César Vallejo       | Mansiche                  | 19 de mayo | 18:00    | Michael Espinoza | Pablo López      | GOLPERU         |
| Alianza Lima     | 3 – 2     | Deportivo Garcilaso | Nacional                  | 19 de mayo | 20:00    | Bruno Pérez      | Víctor Cori      | L1 Max          |
| UTC              | 2 – 4     | Sport Boys          | Germán Contreras Jara     | 20 de mayo | 15:00    | Hilbert Villegas | Augusto Menéndez | L1 Max          |
| Cienciano        | 0 – 0     | Universitario       | Inca Garcilaso de la Vega | 20 de mayo | 20:00    | Kevin Ortega     | Robin Segura     | L1 Max          |

| Fecha 17            | Fecha 17  | Fecha 17         | Fecha 17                  | Fecha 17   | Fecha 17 | Fecha 17             | Fecha 17         | Fecha 17        |
| Local               | Resultado | Visitante        | Estadio                   | Fecha      | Hora     | Árbitro              | VAR              | TV              |
| ------------------- | --------- | ---------------- | ------------------------- | ---------- | -------- | -------------------- | ---------------- | --------------- |
| Cusco FC            | 3– 0      | Alianza Lima     | Inca Garcilaso de la Vega | 24 de mayo | 18:00    | Daniel Ureta         | Pablo López      | L1 Max          |
| César Vallejo       | 2 – 1     | Atlético Grau    | Mansiche                  | 24 de mayo | 20:30    | Jonathan Zamora      | Víctor Cori      | L1 Max y Nativa |
| Sport Huancayo      | 1 – 1     | UTC              | Huancayo                  | 25 de mayo | 11:00    | Edwin Ordoñez        | Julio Quiroz     | L1 Max          |
| Universitario (G)   | 4 – 0     | Los Chankas      | Monumental                | 25 de mayo | 15:00    | Jesús Cartagena      | Roberto Pérez    | GOLPERU         |
| Deportivo Garcilaso | 1 – 3     | FBC Melgar       | Inca Garcilaso de la Vega | 25 de mayo | 15:00    | Augusto Menéndez     | Joel Alarcón     | L1              |
| Comerciantes Unidos | 0 – 1     | Sporting Cristal | Germán Contreras Jara     | 25 de mayo | 15:00    | Diego Haro           | Sebastián Lozano | L1 Max          |
| Alianza Atlético    | 0 – 0     | Carlos Mannucci  | Campeones del 36          | 26 de mayo | 14:30    | Alejandro Villanueva | Robin Segura     | L1 Max          |
| Sport Boys          | 1 – 0     | ADT              | Miguel Grau               | 26 de mayo | 15:00    | Kevin Ortega         | Michael Espinoza | GOLPERU         |
| Unión Comercio      | 1 – 1     | Cienciano        | Carlos Vidaurre García    | 27 de mayo | 14:30    | Fernando Legario     | Jonathan Zamora  | L1 Max          |